# Jacint Jordana Casajuana
Jacint Jordana Casajuana (Granollers, Vallès Oriental, 4 de juny de 1962) és un catedràtic en Ciència Política, especialista en temes de polítiques públiques comparades amb una atenció especial a les polítiques de regulació i les seves institucions especialitzades. Entre les seves línies d'investigació es troba l'Acció Col·lectiva i Xarxes de Polítiques, Agències reguladores i governança de la regulació, Polítiques de Telecomunicacions i Economia Política d'Amèrica Llatina.
Graduat en Economia i Ciències Polítiques a la Universitat de Barcelona el 1986, i doctorat en Economia també per la Universitat de Barcelona el 1992, des de l'any 2005 és professor de Ciències Polítiques i de l'Administració de la Universitat Pompeu Fabra (UPF) de Barcelona, i director de l'Institut Barcelona d'Estudis Internacionals (IBEI). També és membre del Consell Assessor Científic de l'Ajuntament de Barcelona. A més de professor de la UPF, ha estat també professor visitant a diferents centres i universitats europees, com la Copenhagen Business School, l'Australian National University, el Wissenschafts Zentrum Berlin i la Universitat de Califòrnia a San Diego, entre d'altres. A més, és membre del consell editorial de diverses revistes espanyoles i internacionals dedicades a les ciències polítiques, la gestió pública, la governança i la regulació.
És autor d'una extensa obra sobre regulació, governança multinivell i polítiques públiques a Espanya. Una de les seves darreres i més destacades publicacions és Barcelona, Madrid y el Estado (2019), un llibre en el qual dibuixa un suggerent debat, la pugna entre Barcelona i Madrid, com a ciutats globals, hauria incentivat, com un factor important, l'inici del procés sobiranista català, com va passar al Quebec, al Canadà, entre les ciutats de Mont-real i Toronto, segons els seus estudis.